# ミツミネキャリアアカデミー
ミツミネキャリアアカデミー（Mitsumine Career Academy）は、東京都新宿区にある日本語学校。略称はMCA。

## 沿革
- 1986年6月 - ミツミネキャリアアカデミー株式会社設立　英会話クッキングコース開設
- 1988年12月 - 日本語コース開設「法務省入国管理局認定校」「外国人就学生受入機関協議会員校」として日本語教育を開始
- 1990年4月 - 「財団法人日本語教育振興協会」の発足と同時に会員校となる
- 1992年12月 - 英会話クッキングコースを終了
- 1993年1月 - 教育部門を日本語コースの運営のみにし、日本語教育に専念することによって、その拡充を目指す
- 1997年3月 - 校舎を新宿から原宿に移転し、環境面・施設面の拡充を図る
- 1998年1月 - 法務省入国管理局取次申請認定校として、申請取次業務を開始
- 2005年9月 - 校舎を原宿から北新宿へ移転し、施設面等のさらなる充実を目指す
- 2005年10月 - メリック日本語学校と業務提携

## 所在地
東京都新宿区北新宿4-1-1第3山廣ビル3〜8F

## 表彰・奨学金制度
- MCA奨学生表彰
- MCA皆勤賞表彰
- MCA出席優良者表彰
- 就学生学習奨学金
- 李秀賢顕彰奨学金